# Tiffany Weimer
Tiffany Marie Weimer, mais conhecida como Tiffany Weimer (Bridgeport, 5 de dezembro de 1983), é uma futebolista estadunidense que atua como atacante. Atualmente, joga pelo FC Gold Pride.
Weimer já atuou pelo Santos, em 2008.